# Associazione Fascista Calcio Vicenza 1942-1943
Questa voce raccoglie le informazioni riguardanti l'Associazione Fascista Calcio Vicenza nelle competizioni ufficiali della stagione 1942-1943.

## Divise
| Prima divisa |

## Organigramma societario
Area direttiva
- Presidente: Antonio Roi

Area tecnica
- Allenatore: Pietro Spinato

## Rosa
| N. |                   | Ruolo | Calciatore          |
| -- | ----------------- | ----- | ------------------- |
|    | Italia (bandiera) | P     | Angelo Bellotto     |
|    | Italia (bandiera) | P     | Giuseppe Romano     |
|    | Italia (bandiera) | D     | Livio Bussi         |
|    | Italia (bandiera) | D     | Valentino Foscarini |
|    | Italia (bandiera) | D     | Giovanni Greselin   |
|    | Italia (bandiera) | D     | Noemo Grugnetti     |
|    | Italia (bandiera) | D     | Osvaldo Fattori     |
|    | Italia (bandiera) | D     | Vincenzo Monaldi    |
|    | Italia (bandiera) | C     | Luigi Abeni         |
|    | Italia (bandiera) | C     | Bruno Camolese      |
|    | Italia (bandiera) | C     | Andrea Campana      |

| N. |                   | Ruolo | Calciatore           |
| -- | ----------------- | ----- | -------------------- |
|    | Italia (bandiera) | C     | Riccardo Della Puppa |
|    | Italia (bandiera) | C     | Virgilio Nicoli      |
|    | Italia (bandiera) | C     | Domenico Piovesan    |
|    | Italia (bandiera) | C     | Mariano Rossi        |
|    | Italia (bandiera) | C     | Michele Santacroce   |
|    | Italia (bandiera) | C     | Giovanni Zanollo     |
|    | Italia (bandiera) | C     | Carlo Zoppellari     |
|    | Italia (bandiera) | A     | Lino Begnini         |
|    | Italia (bandiera) | A     | Emilio Capri         |
|    | Italia (bandiera) | A     | Gino Colaussi        |
|    | Italia (bandiera) | A     | Alberto Marchetti    |
|    | Italia (bandiera) | A     | Bruno Quaresima      |

## Risultati

### Serie A

#### Girone d'andata
| Arbitro: | Mattea (Torino) |

|                                                      |           |                        |
| Bertoni I 7’ Neri 48’, 70’ Conti 71’, 75’ Ispiro 88’ | Marcatori | 15’ (rig.) Della Puppa |

| Arbitro: | Barlassina (Novara) |

|              |           |                      |
| Quaresima 2’ | Marcatori | 47’ Pantó 74’ Amadei |

| Arbitro: | Dellarole (Vercelli) |

|                                      |           |                           |
| Michelini 33’, 80’ Penzo 74’ Gei 89’ | Marcatori | 7’ Colaussi 14’ Quaresima |

| Arbitro: | Bianchi (La Spezia) |

|                  |           |                 |
| Begnini 16’, 52’ | Marcatori | 30’ De Filippis |

| Arbitro: | Curradi (Firenze) |

|              |           |          |
| Camolese 83’ | Marcatori | 2’ Boffi |

| Arbitro: | Mazza (Torre del Greco) |

|  |           |              |
|  | Marcatori | 43’ Colaussi |

| Arbitro: | Scorzoni (Bologna) |

|  |           |            |
|  | Marcatori | 83’ Grezar |

| Arbitro: | Dellarole (Vercelli) |

|                                   |           |              |
| D'Alconzo 68’, 89’ Diotallevi 71’ | Marcatori | 81’ Colaussi |

| Arbitro: | Silvano (Torino) |

|                                  |           |                               |
| Colaussi 50’ Camolese 69’ (rig.) | Marcatori | 24’ Peretti 31’ Gè 87’ Gritti |

| Arbitro: | Mazza (Torre del Greco) |

|                             |           |                 |
| Pisa I 35’ Piola 60’ (rig.) | Marcatori | 66’ Della Puppa |

| Arbitro: | Mattea (Torino) |

|  |           |               |
|  | Marcatori | 40’ Puricelli |

| Bari 20 dicembre 1942 | Bari              | 0 – 0 | Vicenza | Stadio della Vittoria (6.000 spett.)\| Arbitro: \| Galeati (Bologna) \| |
| Arbitro:              | Galeati (Bologna) |       |         |                                                                         |

| Arbitro: | Biancone (Roma) |

|                                   |           |                         |
| Marchetti 32’ (rig.) Colaussi 36’ | Marcatori | 5’ Fabbri V 49’ Gaddoni |

| Arbitro: | Scotto (Savona) |

|                        |           |  |
| Miniati 18’ Degano 85’ | Marcatori |  |

| Vicenza 10 gennaio 1943 | Vicenza         | 0 – 0 | Juventus | Campo del Littorio\| Arbitro: \| Biancone (Roma) \| |
| Arbitro:                | Biancone (Roma) |       |          |                                                     |

#### Girone di ritorno
| Arbitro: | Pizziolo (Firenze) |

|  |           |              |
|  | Marcatori | 54’ Trevisan |

| Arbitro: | Scotto (Savona) |

|            |           |  |
| Amadei 81’ | Marcatori |  |

| Arbitro: | Fois (Roma) |

|                         |           |  |
| Marchetti 46’, 73’, 78’ | Marcatori |  |

| Arbitro: | Galeati (Bologna) |

|                     |           |  |
| De Filippis 5’, 65’ | Marcatori |  |

| Arbitro: | Silvano (Torino) |

|                 |           |                      |
| Cappello IV 71’ | Marcatori | 88’ (rig.) Marchetti |

| Arbitro: | Bianchi (La Spezia) |

|                            |           |  |
| Quaresima 44’ Colaussi 72’ | Marcatori |  |

| Torino 28 febbraio 1943 | Torino           | 0 – 0 | Vicenza | Stadio Filadelfia\| Arbitro: \| Carpani (Milano) \| |
| Arbitro:                | Carpani (Milano) |       |         |                                                     |

| Arbitro: | Zilli (Reggio Emilia) |

|              |           |               |
| Colaussi 63’ | Marcatori | 42’ D'Alconzo |

| Arbitro: | Mattea (Torino) |

|                         |           |                    |
| Peretti 24’ Zandali 65’ | Marcatori | 46’, 50’ Marchetti |

| Arbitro: | Donati (Milano) |

|               |           |           |
| Quaresima 28’ | Marcatori | 27’ Piola |

| Arbitro: | Pizziolo (Firenze) |

|               |           |                            |
| Puricelli 53’ | Marcatori | 79’ Marchetti 80’ Colaussi |

| Arbitro: | Curradi (Firenze) |

|             |           |  |
| Zanollo 24’ | Marcatori |  |

| Arbitro: | Scorzoni (Bologna) |

|             |           |                           |
| Gaddoni 26’ | Marcatori | 42’ Zanollo 65’ Marchetti |

| Arbitro: | Biancone (Roma) |

|              |           |                               |
| Colaussi 61’ | Marcatori | 50’ Stua 60’ Raccis 87’ Piana |

| Arbitro: | Fois (Roma) |

|                         |           |                                                         |
| Locatelli 17’ Magni 40’ | Marcatori | 15’, 29’ Quaresima 49’ Colaussi 74’, 80’, 88’ Marchetti |

### Coppa Italia
| Arbitro: | Zilli (Reggio Emilia) |

|                                     |           |  |
| Campana 43’ Capri 66’ Quaresima 80’ | Marcatori |  |

| Arbitro: | Zelocchi (Modena) |

|  |           |            |
|  | Marcatori | 69’ Ispiro |

## Statistiche

### Statistiche di squadra
| Competizione | Punti | In casa | In casa | In casa | In casa | In casa | In casa | In trasferta | In trasferta | In trasferta | In trasferta | In trasferta | In trasferta | Totale | Totale | Totale | Totale | Totale | Totale | DR |
| Competizione | Punti | G       | V       | N       | P       | Gf      | Gs      | G            | V            | N            | P            | Gf           | Gs           | G      | V      | N      | P      | Gf     | Gs     | DR |
| ------------ | ----- | ------- | ------- | ------- | ------- | ------- | ------- | ------------ | ------------ | ------------ | ------------ | ------------ | ------------ | ------ | ------ | ------ | ------ | ------ | ------ | -- |
| Serie A      | 25    | 15      | 4       | 5       | 6       | 17      | 17      | 15           | 4            | 4            | 7            | 19           | 27           | 30     | 8      | 9      | 13     | 36     | 44     | -8 |
| Coppa Italia |       | 2       | 1       | 0       | 1       | 3       | 1       | -            | -            | -            | -            | -            | -            | 2      | 1      | 0      | 1      | 3      | 1      | +2 |
| Totale       | -     | 17      | 5       | 5       | 7       | 20      | 18      | 15           | 4            | 4            | 7            | 19           | 27           | 32     | 9      | 9      | 14     | 39     | 45     | -6 |

### Statistiche dei giocatori
Fonte:
| Giocatore        | Serie A  | Serie A | Coppa Italia | Coppa Italia | Totale   | Totale |
| Giocatore        | Presenze | Reti    | Presenze     | Reti         | Presenze | Reti   |
| ---------------- | -------- | ------- | ------------ | ------------ | -------- | ------ |
| L. Abeni         | 16       | 0       | 1            | 0            | 17       | 0      |
| L. Begnini       | 8        | 2       | -            | -            | 8        | 2      |
| A. Bellotto      | 6        | -9      | -            | -            | 6        | -9     |
| L. Bussi         | 28       | 0       | -            | -            | 28       | 0      |
| B. Camolese      | 11       | 2       | -            | -            | 11       | 2      |
| A. Campana       | 7        | 0       | 1            | 1            | 8        | 1      |
| E. Capri         | 11       | 0       | 1            | 1            | 12       | 1      |
| G. Colaussi      | 26       | 10      | 1            | 0            | 27       | 10     |
| R. Della Puppa   | 11       | 2       | -            | -            | 11       | 2      |
| O. Fattori       | 25       | 0       | 1            | 0            | 26       | 0      |
| V. Foscarini     | 13       | 0       | 2            | 0            | 15       | 0      |
| G. Greselin      | 3        | 0       | -            | -            | 3        | 0      |
| N. Grugnetti     | 15       | 0       | 1            | 0            | 16       | 0      |
| A. Marchetti     | 20       | 12      | 2            | 0            | 22       | 12     |
| V. Monaldi       | -        | -       | 1            | 0            | 1        | 0      |
| V. Nicoli        | 2        | 0       | -            | -            | 2        | 0      |
| D. Piovesan      | -        | -       | 1            | 0            | 1        | 0      |
| B. Quaresima     | 25       | 6       | 2            | 1            | 27       | 7      |
| G. Romano        | 24       | -35     | 2            | -1           | 26       | -36    |
| M. Rossi         | 15       | 0       | 2            | 0            | 17       | 0      |
| M. Santacroce    | 2        | 0       | 1            | 0            | 3        | 0      |
| A. Santagiuliana | 27       | 0       | 2            | 0            | 29       | 0      |
| G. Zanollo       | 20       | 2       | 1            | 0            | 21       | 2      |
| C. Zoppellari    | 15       | 0       | -            | -            | 15       | 0      |